# Bethoron
Bethoron (hebreu: בֵּית חוֹרוֹן) és un assentament israelià a Cisjordània. Vorejant la Ruta 443 entre Modi'in i Jerusalem, el pas bíblic de Beit Horon (Josuè 10: 10), pel qual en rep el nom, està sota la jurisdicció del Consell Regional de Mateh Binyamin. El 2022 tenia una població de 1.442 habitants.
La comunitat internacional considera els assentaments israelians a Cisjordània il·legals segons el dret internacional, però el govern israelià ho contesta.